# Indian Juniors 2012
Das Indian Juniors 2012 als bedeutendstes internationales Nachwuchsturnier von Indien im Badminton fand vom 6. bis zum 9. September 2012 in Pune statt.

## Sieger und Platzierte
| Disziplin    | Gold                                     | Silber                             | Bronze                                     |
| ------------ | ---------------------------------------- | ---------------------------------- | ------------------------------------------ |
| Herreneinzel | Harsheel Dani                            | Rohit Yadav                        | Kaushal Dharmamer                          |
| Herreneinzel | Harsheel Dani                            | Rohit Yadav                        | Pratul Joshi                               |
| Dameneinzel  | Ruthvika Shivani                         | Rituparna Das                      | Revati Devasthale                          |
| Dameneinzel  | Ruthvika Shivani                         | Rituparna Das                      | Riya Pillai                                |
| Herrendoppel | Arsia Isnanu Ardi Putra Hantoro          | Yantony Edy Saputra Tedi Supriadi  | Chirag Sen Talar Laa                       |
| Herrendoppel | Arsia Isnanu Ardi Putra Hantoro          | Yantony Edy Saputra Tedi Supriadi  | Hema Nagendra Babu Thandarang G. Gopi Raju |
| Damendoppel  | Poorvisha Ram Ruthvika Shivani           | J. Meghana Maneesha Kukkapalli     | Juhi Dewangan Deepali Gupta                |
| Damendoppel  | Poorvisha Ram Ruthvika Shivani           | J. Meghana Maneesha Kukkapalli     | Gauri Asaji Arzoo Thakur                   |
| Mixed        | Hema Nagendra Babu Thandarang J. Meghana | Santosh Ravuri Maneesha Kukkapalli | Chirag Sen Kuhoo Garg                      |
| Mixed        | Hema Nagendra Babu Thandarang J. Meghana | Santosh Ravuri Maneesha Kukkapalli | G. Gopi Raju Poorvisha Ram                 |